# نلسینهو باپتیستا
نلسینهو باپتیستا (انگلیسی: Nelsinho Baptista؛ زادهٔ ۲۲ ژوئیهٔ ۱۹۵۰) بازیکن فوتبال اهل برزیل است.
از باشگاه‌هایی که در آن بازی کرده‌است می‌توان به باشگاه فوتبال سانتوس و باشگاه فوتبال سائو پائولو اشاره کرد.